# Camille Desmaisières
Camille Charles Joseph Ghislain Desmaisières (Brussel, 11 april 1862 - Elsene, 14 januari 1921) was een Belgisch volksvertegenwoordiger, senator en burgemeester.

## Levensloop
Burggraaf Camille Desmaisières was een kleinzoon van minister Léandre Desmaisières. Hij was een zoon van Eugène Desmaisières (1823-1888) en van barones Valérie de Wal (1831-1906). Eugène, die diplomaat werd en burgemeester van Heers, had nog net voor zijn dood opname in de erfelijke adel verkregen, met de erfelijke titel van burggraaf.
Camille was vrijgezel gebleven, maar trouwde in 1908 met Claire Christyn de Ribaucourt (1874-1951), dochter van senator en burgemeester van Perk Adolphe Christyn de Ribaucourt. Zij was de weduwe van zijn oudere broer, Albert Desmaisières (1860-1906), van wie ze vier nog zeer jonge kinderen had. De jongste was zelfs een postume zoon. Ook nog in 1908 kreeg Camille de titel burggraaf, overdraagbaar bij eerstgeboorte. Het tweede huwelijk bleef kinderloos.
Camille promoveerde tot doctor in de rechten (1883) aan de Katholieke Universiteit Leuven. Hij werd, in opvolging van zijn vader, burgemeester van Heers. Hij werd ook verkozen tot provincieraadslid (1888-1894).
In 1894 werd hij verkozen tot katholiek volksvertegenwoordiger voor het arrondissement Tongeren en vervulde dit mandaat tot in 1911. Hij werd toen senator voor hetzelfde arrondissement, in opvolging van de overleden Charles Arthur de Hemricourt de Grunne en behield dit mandaat tot aan zijn eigen dood.